# Nesiostrymon shoumatoffi
Nesiostrymon shoumatoffi är en fjärilsart som beskrevs av Comstock och Huntington 1943. Nesiostrymon shoumatoffi ingår i släktet Nesiostrymon och familjen juvelvingar. Inga underarter finns listade i Catalogue of Life.